# 輻斑多紀魨
輻斑多紀鲀为輻鰭魚綱魨形目四齒魨亞目四齒鲀科的一種。

## 分布
本魚分布于日本九州海域。

## 特徵
本魚體呈圓筒形，被覆由鱗片特化的細棘；口小。體背褐色並具有有白色的蟲紋密布, 腹側白色。有一個不規則具白色邊緣的深褐色斑塊在胸鰭上半部正後方的身體部位。尾鰭截形，背鰭軟條13至15枚；臀鰭軟條10至13枚，體長可達20公分。

## 經濟利用
非食用魚，具有河豚毒素。